# ريتشارد جي
ريتشارد جي (بالإنجليزية: Richard Gee)‏ هو قاضي ومحام بالقضاء العالي أسترالي، ولد في 19 أكتوبر 1933 في سيدني في أستراليا، وتوفي في 2 يناير 2017 في Belrose, New South Wales ‏ في أستراليا بسبب غرق.